# Учительский институт в Вильне (христианский)
Виленский учительский институт (христианский) — среднее специальное педагогическое учебное заведение, расположенное на территории Виленского учебного округа Российской империи. Открыт в Вильне в 1875 году. После начала Первой мировой войны эвакуирован в Самару, где организационно присоединён к Самарскому учительскому институту.

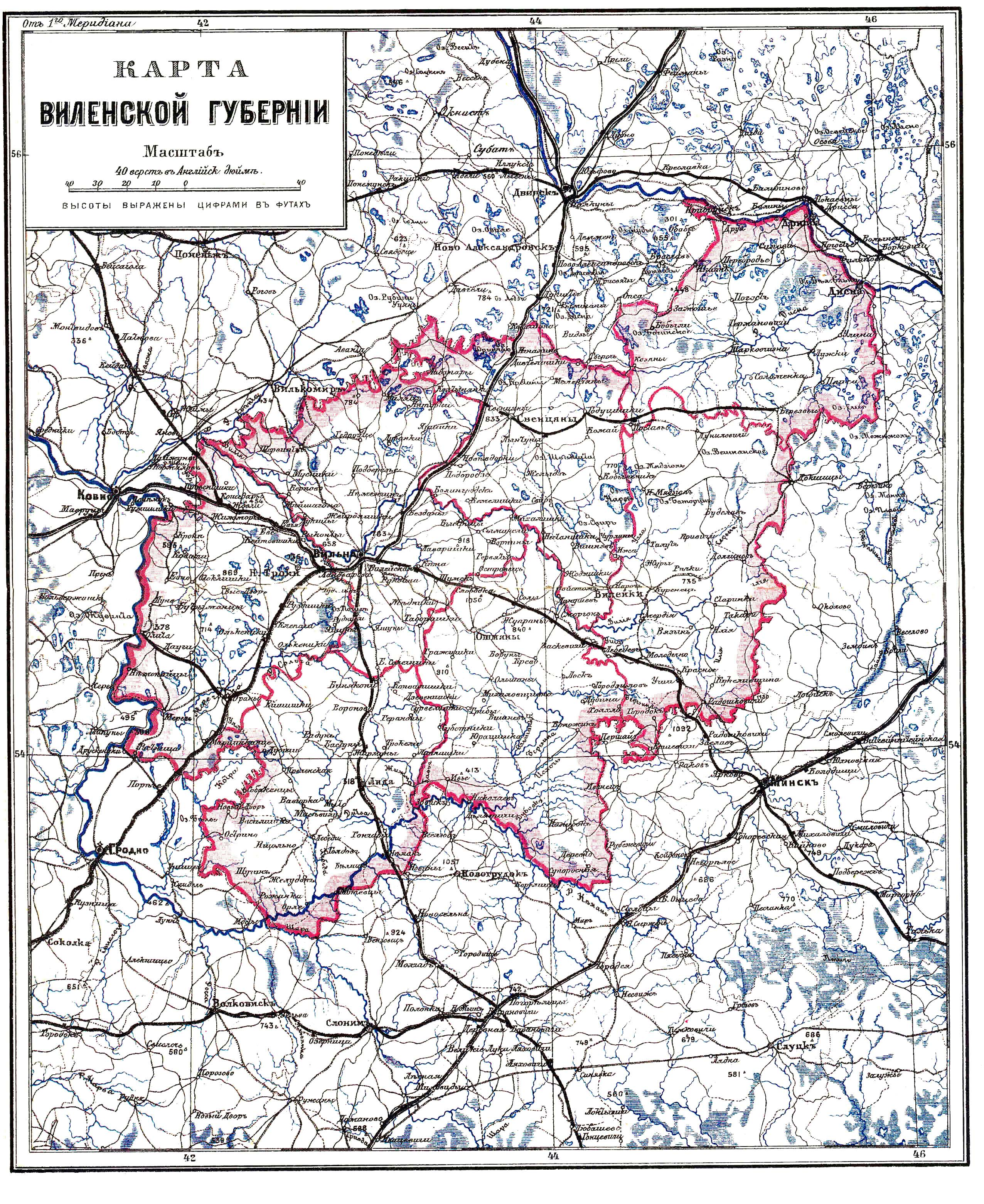
Виленская губерния в 1878 году

## История
Виленская губерния Российской империи, отчасти включая в себя часть уездов на юго-востоке современной Литвы, вместе с тем охватывала многие территории современной Белоруссии, с белорусским и еврейским населением.

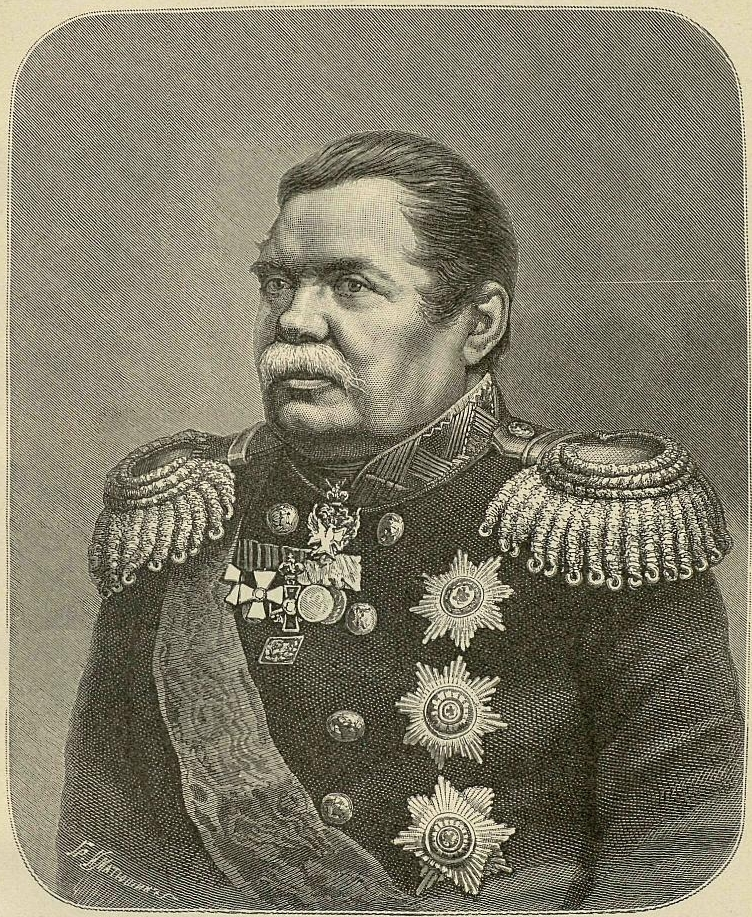
М. Н. Муравьёв-Виленский

Ещё в апреле 1863 года князь А. П. Ширинский-Шихматов предложил создать в Виленском округе две учительские семинарии, в том числе в Виленской губернии — в Молодечно. В каждой из них должно было заниматься по 30 человек из числа детей православных белорусских и литовских крестьян. Министерство народного просвещения согласилось финансировать эти заведения, но граф М. Н. Муравьёв Муравьёв-Виленский, бывший в 1863—1865 годах генерал-губернатором, проект в представленном ему виде не поддержал. Граф хотел, чтобы в этих заведениях работали в основном православные священнослужители и воспитанники духовных семинарий, причём не местные, которые «ополячились», а вызванные из Центральной России.
В результате политических и бюрократических проволочек первым учительским институтом вообще, который был открыт в округе, оказался еврейский Учительский институт, который начал работать в Вильне с 1873 года. Однако он не был государственным учебным заведением, и поступление в него для белорусов, русских, литовцев и других христиан было закрыто по конфессиональному признаку. Открыть же государственный, «христианский» Виленский учительский институт, удалось только в 1876 году. Другие учительские институты — в Витебске, Могилёве и в Минске — были открыты лишь в начале XX века. На стационарное дневное обучение в институт принимались только мужчины. Женщинам предоставлялась право сдавать экзамены на право ведения преподавательской работы экстерном.
Обучение в еврейском учительском институте велось на русском языке. Однако его выпускники имели право преподавать только в еврейских начальных училищах. В христианский учительский институт принимали лишь православных. Предполагалось, что эти вузы должны будут готовить кадры преподавателей для городских училищ Вильны и других крупных городов учебного округа. Понятие «городских» подразумевало не местоположение, а статус; наряду с ними существовали и уездные училища. Но из последних к началу XX века только треть получила статус городских. В результате этого потенциал учительских институтов Виленского округа по выпуску использовался только на 30—40 %, и они выпускали не более, чем 10—15 учителей в год. Например, среднегодовая численность студентов в одном только еврейском институте составляла лишь 61 человек, сам он имел статус среднего учебного заведения.

## Преподаватели
Первым директором института (с 1 июля 1875) был этнограф и историк Юлиан Фомич Крачковский. В 1884 году Крачковского выслали в Среднюю Азию, где он возглавил Туркестанскую учительскую семинарию. С 1 августа 1884 года директором был назначен статский советник Михаил Архипович Дуров, с 1 июля 1891 года — статский советник Всеволод Семёнович Богоявленский, с 23 сентября 1913 года — действительный статский советник Василий Петрович Спасский.

## Известные выпускники
- Кореневский, Иосиф Петрович — советский учёный-педагог, ректор Белорусского государственного университета, действительный член Института белорусской культуры.
- Некрашевич, Степан Михайлович — учёный-языковед, организатор и первый председатель Института белорусской культуры (ныне Национальная академия наук Беларуси), академик Академии наук Беларуси.
- Сирочинский, Владимир Николаевич — учёный-физик, Герой Труда
- Червяков, Александр Григорьевич — советский партийный и государственный деятель, Председатель Президиума ЦИК СССР от БССР.